# テュルクハイムの戦い
テュルクハイムの戦い（テュルクハイムのたたかい、ドイツ語: Schlacht bei Türkheim, フランス語: Bataille de Turckheim）は、仏蘭戦争中の1675年1月5日、アルザス地方のコルマールとテュルクハイムの間に起こった戦闘。テュレンヌ子爵率いるフランス軍が、アレクサンドル・ド・ブルノンヴィルとブランデンブルク選帝侯フリードリヒ・ヴィルヘルム指揮下のオーストリア軍およびプロイセン軍と戦った。

## 背景
フランス王ルイ14世が1672年に始めたネーデルラント連邦共和国への侵略に対し、ハプスブルク家の神聖ローマ帝国、およびブランデンブルク選帝侯領などヨーロッパ諸国の敵対的な反応を招いた。その介入により戦争はオーバーライン地方に飛び火、フランス本国が脅かされることとなった。1674年、その戦域におけるフランス軍の指揮官テュレンヌ子爵は帝国軍の一部によるアルザス侵攻の阻止に失敗した。同年末に帝国軍がフランス軍の冬営があるアグノーから数マイル南のコルマールで冬営に入った。
冬期は戦役を切り上げて来春まで待つのが当時の戦争の常であったが、テュレンヌはその慣習に従わないことにした。彼はヴォージュ山脈を掩護にして西、続いて南に進軍、12月27日に帝国軍の南にあるベルフォールに現れた。抵抗に遭わなかったテュレンヌは29日にミュルーズに到着する。大いに不意を突かれた帝国軍は慌ててテュルクハイムに後退した。

## 戦闘
フランス軍3万3千を率いるテュレンヌは1675年1月5日の午後に、非常に良い配置に就いていたブランデンブルク選帝侯フリードリヒ・ヴィルヘルム率いる神聖ローマ帝国軍3万から4万を発見した。しかし、帝国軍は戦闘の準備が整っていなかった。その後の戦闘は17世紀の一般的な戦闘とはかけ離れたものとなった。テュレンヌはまずフランス軍中央部に進撃を命じ、続いて右翼からの攻撃を命じた。帝国軍の注目がこの2つの攻撃に引き付けられている間、テュレンヌは自軍の3分の1を率いて遠回りして左翼に回ったが、山の周囲を回るように進んだため、地形が遮蔽になり帝国軍にはその進軍が見えなかった。テュレンヌがテュルクハイムの村を占領すると、フリードリヒ・ヴィルヘルムはそれを奪回しようとしたが、フランス砲兵の激しい砲火と歩兵の突撃に撃退された。テュレンヌは続いて帝国軍の最右翼を攻撃した。先に砲撃することなく行われたこの攻撃は極めて素早く、また数的に優勢なフランス軍が帝国軍の1点めがけて攻撃したため、帝国軍は崩れて士気を喪失し、3,400人の損害を出した後、これ以上の犠牲を避けるべく撤退する結果となった。

## その後
今や冬営を脅かされたこととなったブランデンブルク選帝侯フリードリヒ・ヴィルヘルムは、アルザスからの退去を余儀なくされストラスブールへ退却、翌週にライン川を渡って右岸（現在のドイツ）まで撤退した。
テュレンヌ元帥によるこの短いながらも有名な冬季戦役は17世紀において最も鮮やかなものとされている。彼は2回の間接的な行軍（1つは戦略的、もう1つは戦術的）で僅少な損害しか受けずにフランスを侵攻から救ったのである。